# Сай (оружие)

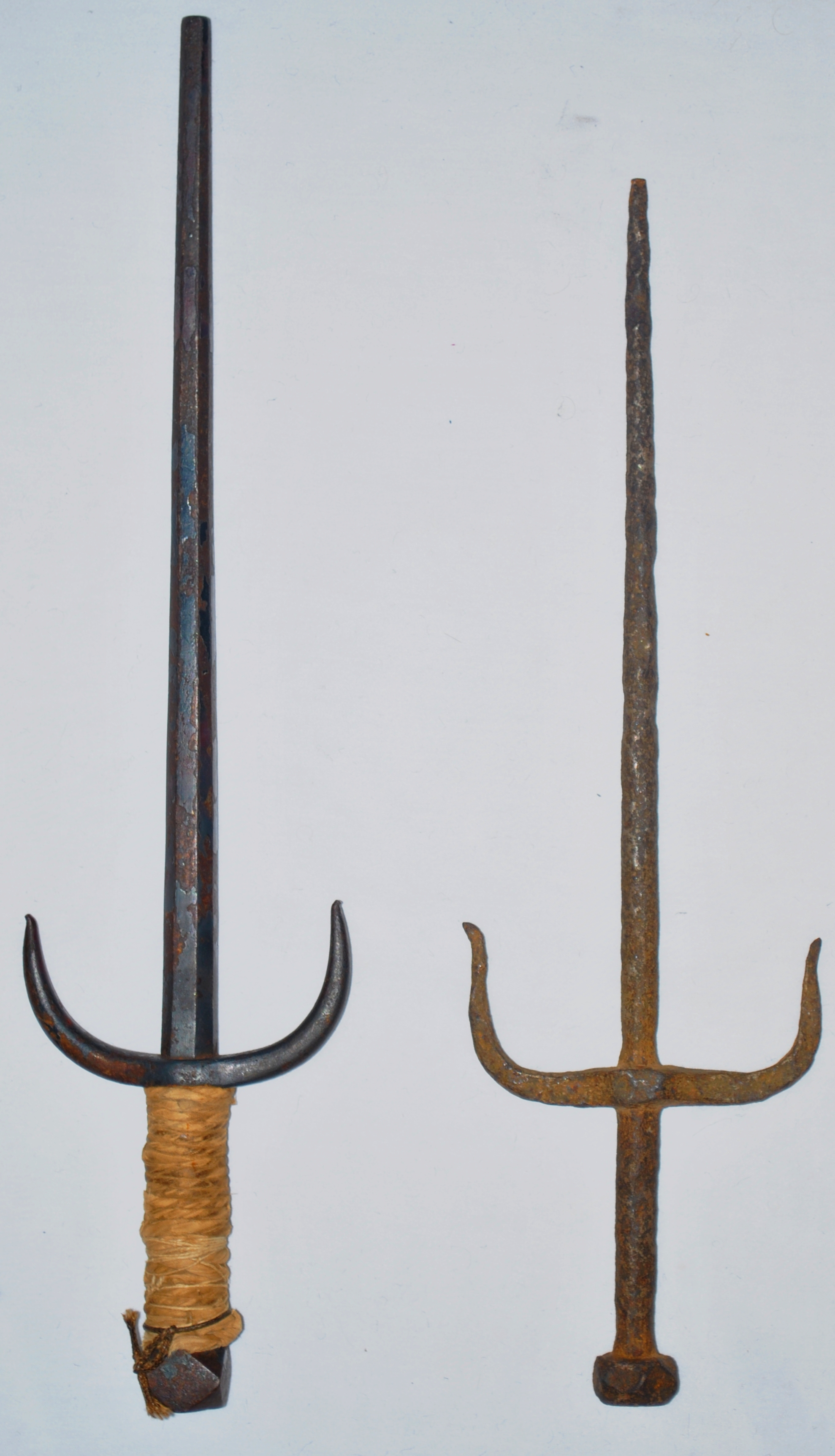
Окинавский сай (слева) и индонезийский текпи или чабанг (справа)

Сай (яп. 釵; кит. трад. 鐵尺, упр. 铁尺, пиньинь tiěchǐ, палл. течи) — колющее клинковое холодное оружие типа стилета, внешне похожее на трезубец с коротким древком и удлинённым средним зубцом. Считается традиционным оружием для жителей Окинавы (Япония).

## История
До появления сая на Окинаве подобное оружие уже использовалось в других азиатских странах, включая Индию, Таиланд, Китай, Вьетнам, Малайзию и Индонезию. Концепция этого вида оружия была завезена на Окинаву из одного или нескольких из этих мест.
В некоторых источниках высказывается предположение, что концепция этого оружия может быть основана на индийской тришуле, древнем индуистско-буддийском символе в виде копья с трёхзубым наконечником, который, возможно, распространился вместе с индуизмом и буддизмом в Юго-Восточную Азию.
На Окинаве саи использовались местными стражами правопорядка для ареста преступников и сдерживания толпы. Использование сая в окинавских кобудо было одобрено в 1668 году окинавским принцем Мотобу Тёхэем (яп. 尚弘信 сё: ко:син).
В Японии существовали похожие стилеты — дзюттэ, которые изначально использовались в качестве тупого оружия стражниками во дворцах сёгунов, а впоследствии выдавались высокопоставленным чиновникам в качестве служебного знака отличия.

## Конструкция
Ниже приводится список терминов, используемых для описания конструкции сайев (по Graham, Dr. Leslie M., 1993):

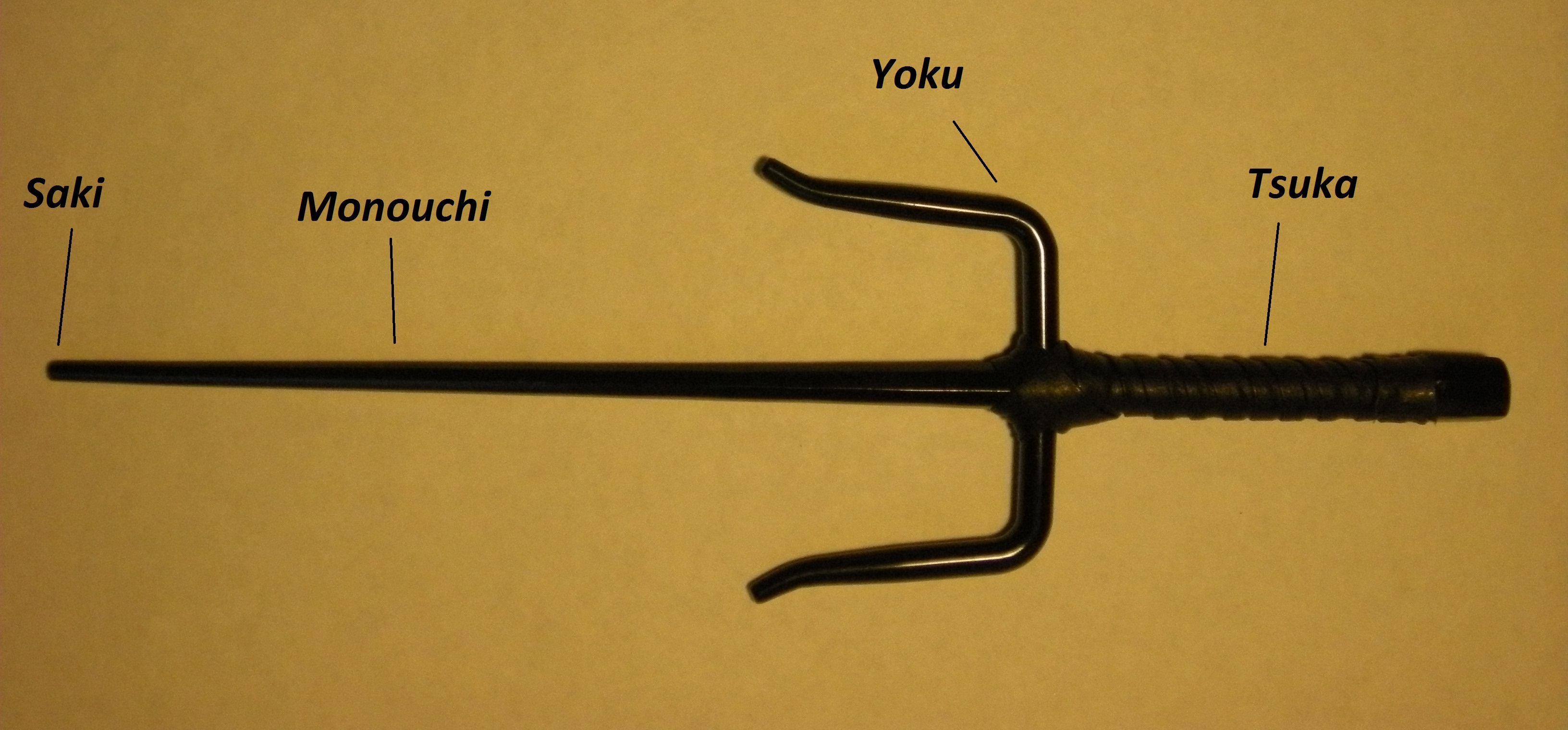
Сай с обозначенными частями

- Моноути, круглый или гранённый в сечении центральный шип оружия
- Саки, остриё центрального шипа
- Ёку, два более коротких металлических боковых зубца, которые обычно направлены параллельно центральному зубцу (за исключением т. н. мандзи сай, у которого один из зубцов направлен назад)

- Цумэ, острия боковых зубцов
- Мото, центральная точка между двумя боковыми зубцами
- Цука, рукоять. Обычно приспособлена для одноручного хвата, может обматываться или оплетаться различными материалами для предотвращения скольжения
- Цукагасира, тупое металлическое навершие рукояти